# 刷经寺乌头
刷经寺乌头（学名：Aconitum fangianum），为毛茛科乌头属下的一个植物种。